# 孫穎莎
孫穎莎（2000年11月4日—），河北省石家庄市人，祖籍河北省故城县，中國女子乒乓球運動員。

## 早年
孫穎莎出生於河北省石家莊，家裡之前沒有人從事過專業的體育運動。5歲時，上學前班的孫穎莎被父母送到石家莊市的和平西路小學，開始練習桌球。10歲進入河北省隊，14歲時獲得全國少年錦標賽女單冠軍，同年9月進入國家二隊。

## 运动员生涯
2017年，孙颖莎於日本公開賽以4-3的比分戰勝隊友陳夢，首次獲得女子單打冠軍。
2018年巨港亞運會，孙颖莎於與王楚欽搭檔於混雙決賽中以4-2的比分擊敗隊友林高遠及王藝迪的組合，獲得混雙冠軍；團體赛則以3-0的比分橫掃朝鮮隊，獲得女團金牌。
2019年日惹亞錦賽，孙颖莎於女單决赛中以3-0的比分戰勝隊友劉詩雯，首次獲得亞錦賽女單冠軍；團體赛則以3-0的比分橫掃日本隊，並獲得女團金牌。
2021年東京奧運，孙颖莎於女單决赛中以2-4的比分不敵隊友陳夢，獲得銀牌；團體赛則以3-0的比分橫掃日本隊，並獲得女團金牌。同年的休斯敦世乒赛，孙颖莎與王楚欽搭檔在混雙決賽中以3-0的比分戰勝日本的張本智和及早田希娜組合，獲得混雙冠軍；在女雙决赛中與王曼昱搭檔，以3-0的比分擊敗日本的伊藤美誠及早田希娜組合，成功衛冕女雙冠軍；但女單決赛中則以2-4的比分不敵隊友王曼昱，獲得亞軍。
2023年德班世乒赛，孙颖莎於女單决赛中以4-2的比分戰勝隊友陳夢，首次獲得世乒赛女單冠軍；並與王楚欽搭檔於混雙決賽中再次以3-0的比分戰勝日本的張本智和及早田希娜組合，成功衛冕混雙冠軍。同年的杭州亞運會，孙颖莎在女單決賽中以4-1的比分擊敗日本的早田希娜，獲得金牌；團體赛則以3-0的比分橫掃日本隊，獲得女團金牌；並與王楚欽搭檔於混雙決賽中以4-1的比分擊敗隊友林高遠及王藝迪的組合，成功衛冕混雙冠軍。
2024年澳門世界杯，孙颖莎在女單决赛中以4-3的比分險勝隊友王曼昱，首次奪得世界杯女子单打冠軍。同年的巴黎奧運，孙颖莎與王楚欽搭檔以4-2的比分戰勝朝鮮的李正植及金琴英组合，奪得国乒首枚奧運混雙金牌，但在女單决赛，孙颖莎再次以2-4的比分不敵隊友陳夢，獲得亞軍；團體赛則以3-0的比分橫掃日本隊，成功衛冕女團金牌，这也是中國國家隊自1984年参加奧運以來累計获得的第300枚金牌。在巴黎奧運的閉幕式，孙颖莎作为亞洲運動員的代表登台，与時任奧委會主席巴赫及其他各大洲的運動員代表們，一起吹滅了奧運聖火。
2025年深圳乒乓球亞洲盃，孙颖莎於女單决赛中以0-4的比分不敵隊友王曼昱，獲得亞軍。同年的澳門世界杯，孙颖莎於女單决赛中以4-0的比分擊敗隊友蒯曼，成功衛冕世界杯女子單打冠軍。同年的多哈世乒赛，孙颖莎與王楚欽再次搭檔，並在混雙决赛中以3-1的比分戰勝日本的吉村真晴及大藤沙月組合，成為繼王濤及劉偉以來，第二對於世乒赛三連霸的混雙組合；孙颖莎其後於女單决赛中以4-3的比分擊敗隊友王曼昱，成功衛冕世乒赛女子單打冠軍。

## 学业
孙颖莎作为优秀运动员，于2019年被保送到上海交通大学安泰经济与管理学院人力资源管理专业就读。